# 제34회 금마장
제34회 금마장의 시상식에 관한 내용이다.

## 수상 및 후보

### 작품상
- 첨밀밀 - 진가신 수상
- Guo dao feng bi - 호 핑
- 하류 - Shun-Ching Chiu 외
- South Sea 13 Son - 고지삼
- 메이드 인 홍콩 - Doris Yang Ziming
- Yut jet liu jai hau chau chau

### 다큐멘터리상
- Mong Heung

### 애니메이션상
- 천녀유혼 - 진준문 수상

### 감독상
- 메이드 인 홍콩 - 프룻 첸 수상
- 해피 투게더 - 왕가위
- Guo dao feng bi - 호 핑
- South Sea 13 Son - 고지삼

### 남우주연상
- South Sea 13 Son - 사군호 수상
- 해피 투게더 - 장국영
- 하류 - Tien Miao
- 메이드 인 홍콩 - 이찬삼

### 여우주연상
- 첨밀밀 - 장만옥 수상
- 비일선애정소설 - 서기
- Guo dao feng bi - Nan Jing Yi
- 식신 - 막문위

### 남우조연상
- 러브 고고 - Chuen Hing Chan 수상
- Guo dao feng bi - Bo Ming Koo
- South Sea 13 Son - Chan-Leung Poon
- 첨밀밀 - 증지위

### 여우조연상
- 러브 고고 - 요혜천 수상
- 하류 - Lam Lok
- 자소 - 이기홍
- Yut jet liu jai hau chau chau - Mei Wan Tong

### 각본상
- 메이드 인 홍콩 - 프룻 첸 수상

### 각색상
- 러브 고고 - 두국위 수상

### 촬영상
- 해피 투게더 - 크리스토퍼 도일 수상

### 편집상
- South Sea 13 Son - 고지삼 수상

### 미술상
- 송가황조 - Eddie Ma 수상

### 액션감독상
- 나이스 가이 - 성가반 수상

### 영화음악상
- 송가황조 - 키타로 외 수상

### 주제가상
- 반생연 - Leon Lai 수상

### 음향효과상
- 송가황조 - Jingxiang Zeng 수상

### 단편영화상
- Ye Ma Jeuk

### 관객상
- Yut jet liu jai hau chau chau

### 평생공로상
- 호금전 수상
- 이한상 수상
- 나유 수상

### 심사위원특별상
- Guo dao feng bi - 호 핑 수상

### 심사위원대상
- Yut jet liu jai hau chau chau

### 최우수제작디자인상
- 반생연 - Junjie Mo 수상